# لورين هانسون
لورين هانسون (بالإنجليزية: Lorraine Hanson) هي عداءة سريعة بريطانية، ولدت في 22 أبريل 1965.

## وصلات خارجية
- لورين هانسون على موقع الاتحاد الدولي لألعاب القوى (الإنجليزية)
- لورين هانسون على موقع أوليمبيديا (الإنجليزية)